# Rover 800

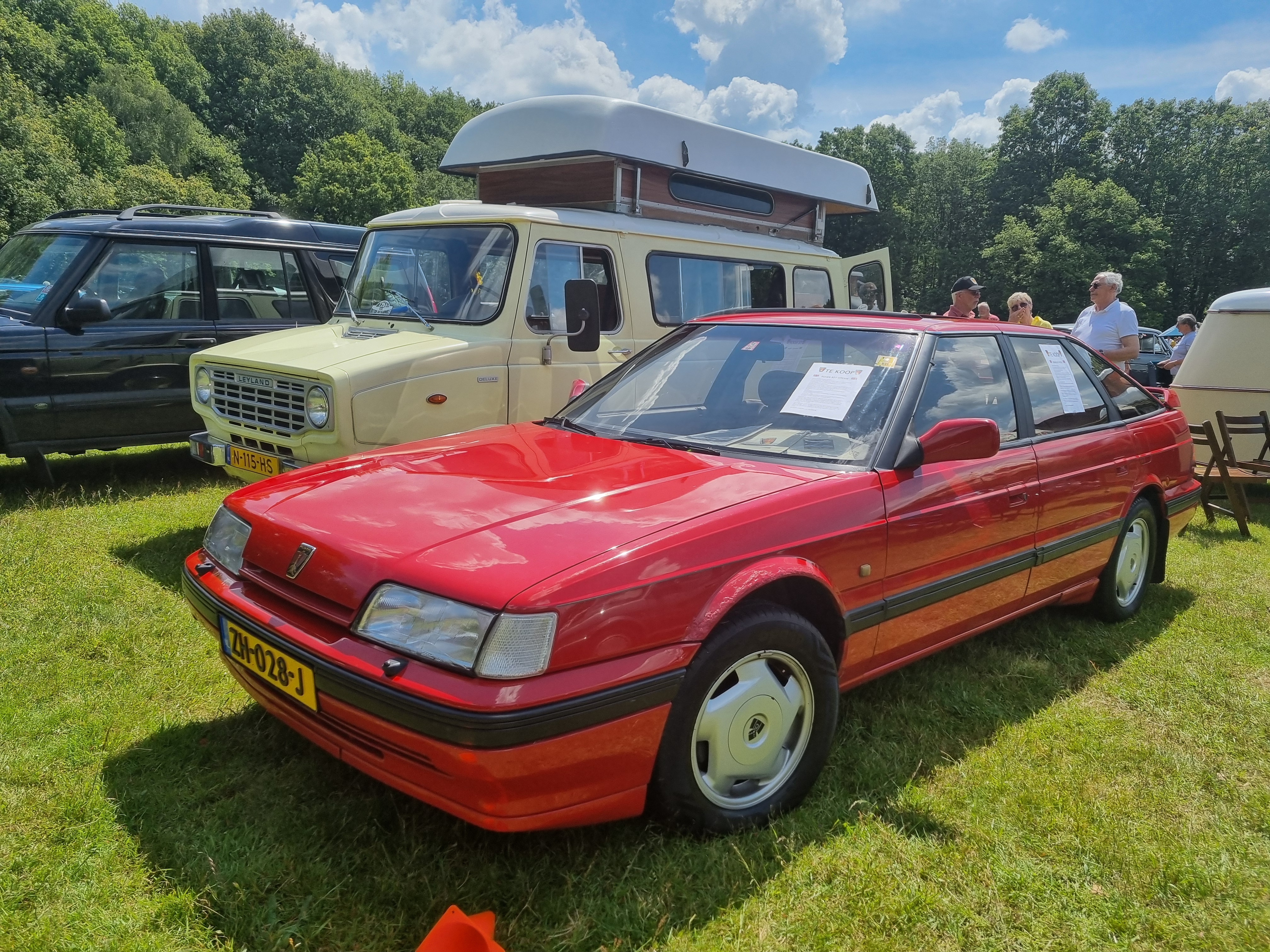
Rover 827 Vitesse (1990)

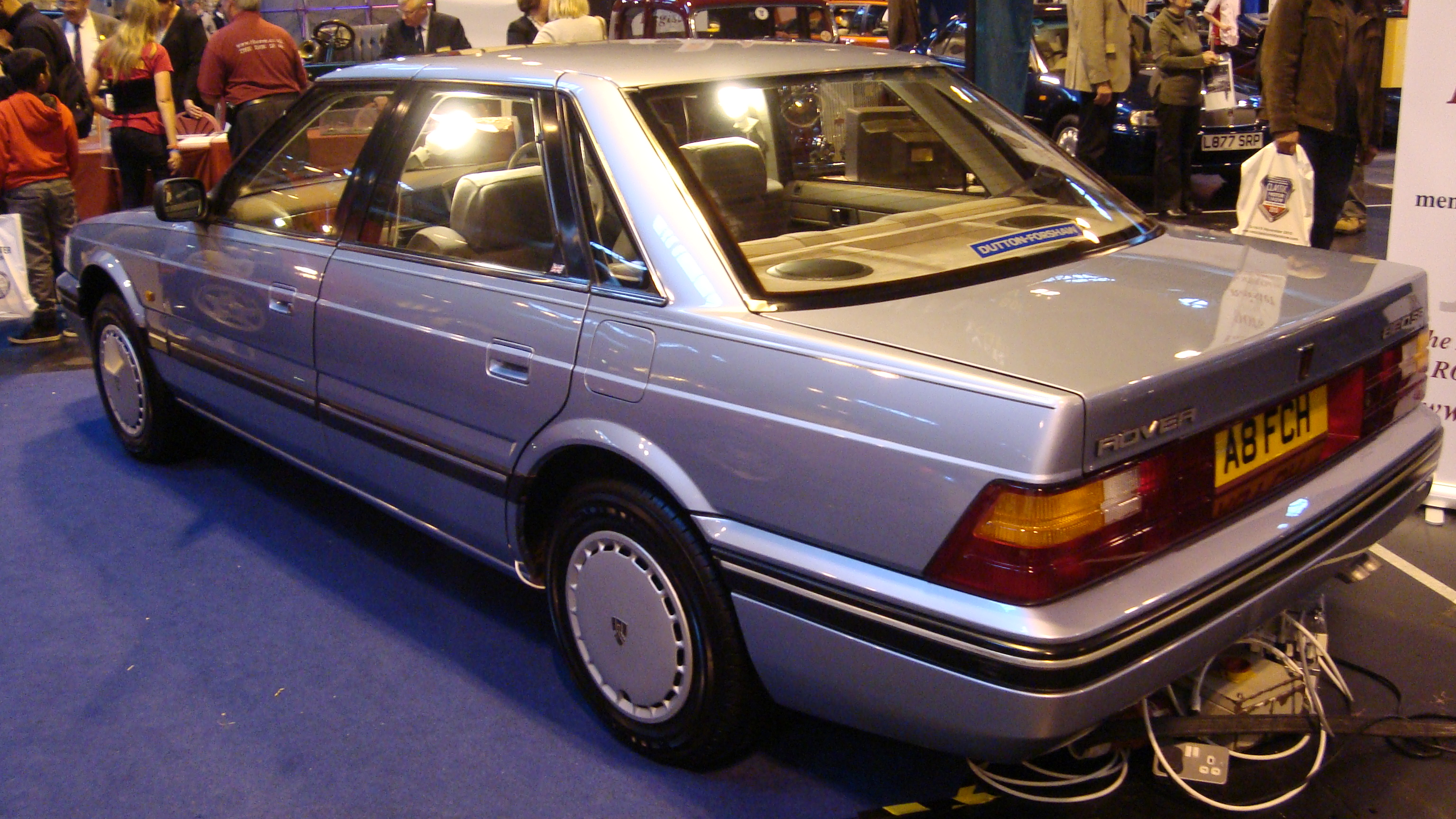
Rover 820 SE (1987), achteraanzicht

De Rover 800 is een modelserie uit de hogere middenklasse van de Britse autofabrikant Rover die van de zomer van 1986 tot begin 1999 geproduceerd werd. Naast de sedan en de hatchback was vanaf 1992 ook een coupé verkrijgbaar. De Rover 75 kwam op de markt als opvolger.

## Ontwikkeling
De Rover 800 moest de verouderde Rover SD1 opvolgen. De auto werd begin jaren '80 ontwikkeld samen met Honda onder de interne code "XX". De overeenkomstige Honda-versie was de Honda Legend en werd intern "HX" genoemd. Beide wagens deelden de bodemplaat en carrosseriestructuur, het chassis, de assen, de versnellingsbakken en de V6-motoren. De versnellingsbakken voor de viercilinder in de Rover 820 waren ook door Honda ontwikkeld en werden samen met de versnellingsbakken voor de 825/827 en de Legend in Engeland gebouwd. De tweeliter motoren kwamen van Rover zelf. De Rover 800 werd, net als de eerste generatie van de Honda Legend voor de Europese markt, vervaardigd in de voormalige Morris-fabriek in Cowley in de buurt van Oxford. Rover-exemplaren voor de Aziatische markt werden door Honda vervaardigd in Japan.
Technisch gezien was de auto veel complexer dan zijn voorganger. De basisversie was de Rover 820, die verkocht werd met een 2,0-liter motor met carburateur van 100 pk. Daarnaast was er ook de Rover 820e met een 2,0-liter motor met centrale injectie van 120 pk en de Rover 820i met een 2,0-liter motor met vierpuntsinjectie van 133 pk.
Het topmodel van de 800 serie, de Rover 825, had een 2,5-liter V6-motor van Honda van 173 pk. Deze werd in 1988 vervangen door de Rover 827 met een 2,7-liter V6-motor van 177 pk om het gebrek aan koppel bij lage snelheden te compenseren. De wagens waren ook leverbaar met katalysator.
De 2,5-liter dieselmotor van 118 pk werd geleverd door VM Motori. De motor werd ook gebruikt in andere voertuigen zoals de Jeep Cherokee en sommige Range Rover-modellen.
De eerste generatie van de Rover 800 werd op de Amerikaanse markt verkocht onder de merknaam Sterling, een speciaal voor de VS opgericht merk. In Europa werd de aanduiding "sterling" alleen gebruikt voor de best uitgeruste versie. In de tweede generatie van de Rover 800 werd ook de 2,0-liter turbomotor van 197 pk gebruikt. Dit was interessant vanuit marketingoogpunt voor landen zoals Italië, Nederland en Frankrijk waar auto's met een motor van meer dan twee liter onderworpen zijn aan een luxebelasting.
De productie en de kwaliteit van de afzonderlijke onderdelen waren in de begintijd van de Rover 800 ondermaats. Zo waren er problemen met de sierlijsten, de elektronica en het lakwerk. De vroege modellen kampten ook met corrosieproblemen. In het voorjaar van 1988 werden de onbetrouwbare fittingen van de Austin Maestro in de 2,0-liter motor vervangen door Honda-componenten uit de V6 en werd de algehele fabricagekwaliteit verbeterd. Deze ingrepen kwamen echter te laat om te voorkomen dat de verkoop in Amerika, gezien de slechte verkoopcijfers, stopgezet werd.

## Facelift
In oktober 1991 kreeg de Rover 800 onder de interne code "R17" een grote facelift. Deze tweede generatie kreeg een meer afgeronde carrosserievorm en een traditioneel Rover-radiatorrooster dat deed denken aan modellen uit de jaren '50 en '60. De voor- en achterkant van de auto kregen nieuwe bumpers. Door de gewijzigde zijpanelen aan de achterkant nam ook het koffervolume toe. In het interieur werden het dashboard en de middenconsole gemoderniseerd. Ook de lakkwaliteit werd aanzienlijk verbeterd waardoor de corrosieproblemen grotendeels van de baan waren.
Vanaf het voorjaar van 1994 was er ook een passagiersairbag en werd het ontwerp van de zetels aangepast. Er was voortaan ook een sportief interieur met Recaro-zetels verkrijgbaar.
De facelift bleek een ontwerpuitdaging te zijn omdat de bestaande carrosseriestructuur, inclusief de passagierscel en deurcomponenten, herbruikt moesten worden. De nieuwe styling zorgde wel voor een forse omzetstijging want halverwege de jaren '90 was de Rover 800 de best verkochte auto in de hogere middenklasse in Groot-Brittannië.

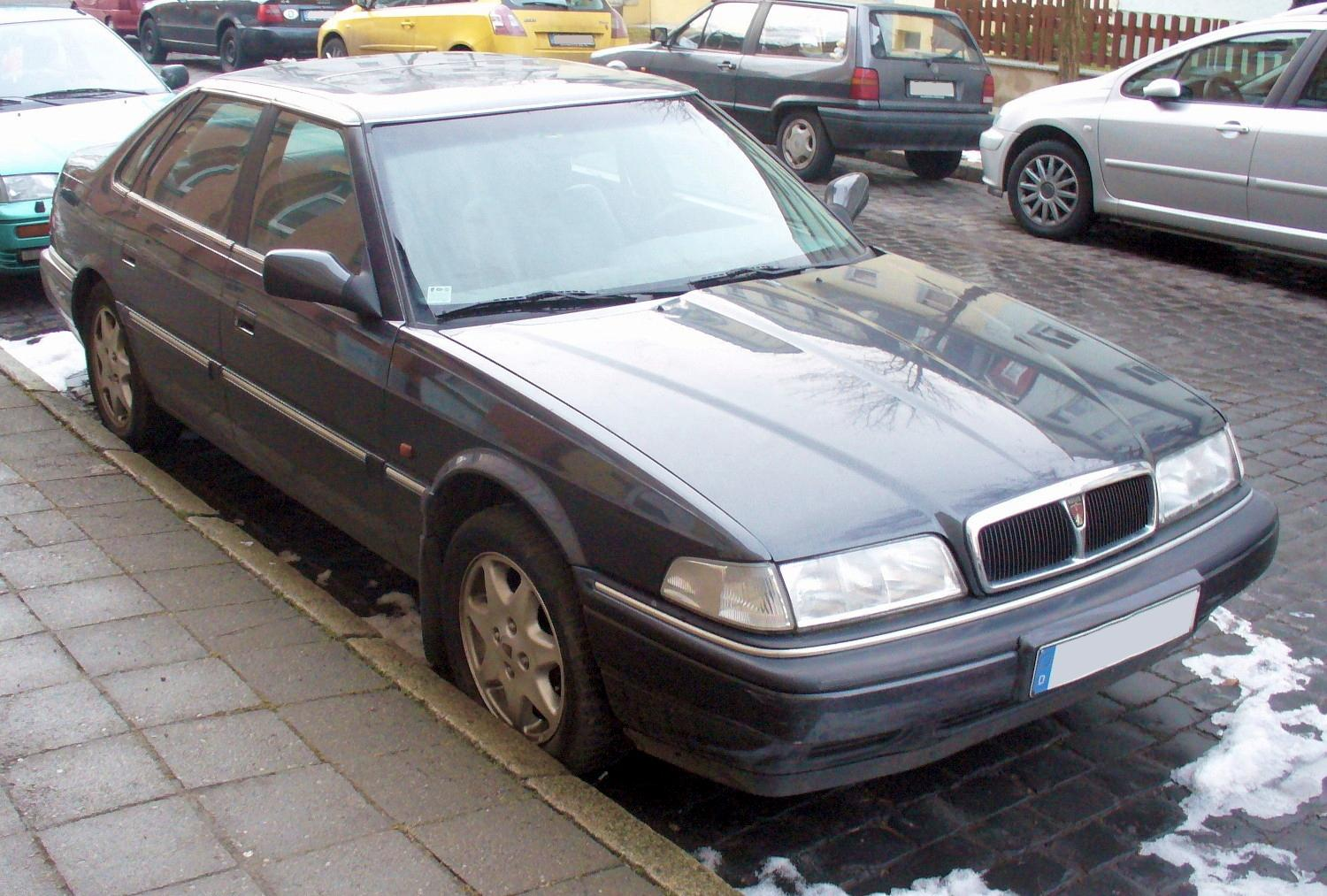
Rover 820 Si sedan (1991–1996)
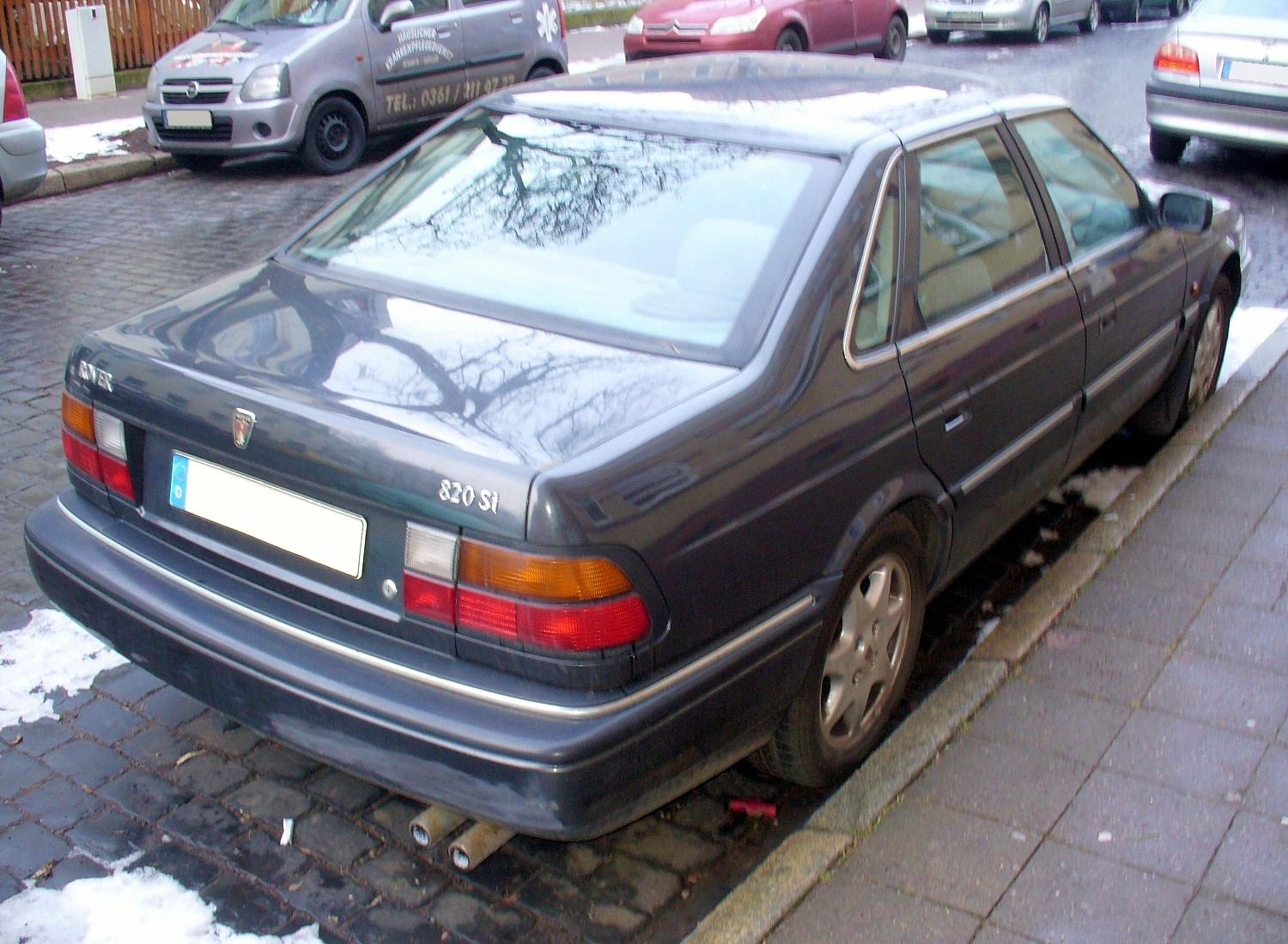
Rover 820 Si, achteraanzicht
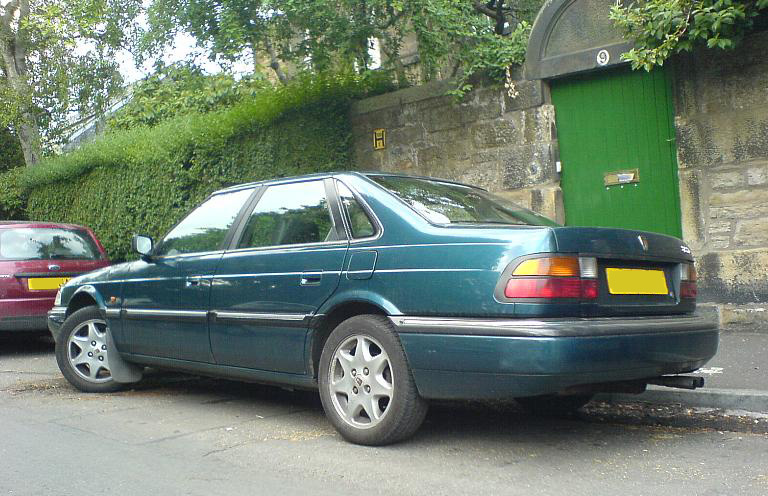
Rover 825 SD

In 1996 kreeg de Rover 800 en tweede, beperktere facelift. Deze omvatte een herziening van de wielophanging en enkele kleine wijzigingen aan het exterieur, zoals zwarte sierlijsten die voortaan in koetswerkkleur gespoten werden. De standaarduitrusting werd aangevuld met automatische airconditioning, een startonderbreker, een passagiersairbag en een cd-wisselaar voor zes cd's. Ook werd er royaler omgesprongen met houten inzetstukken.

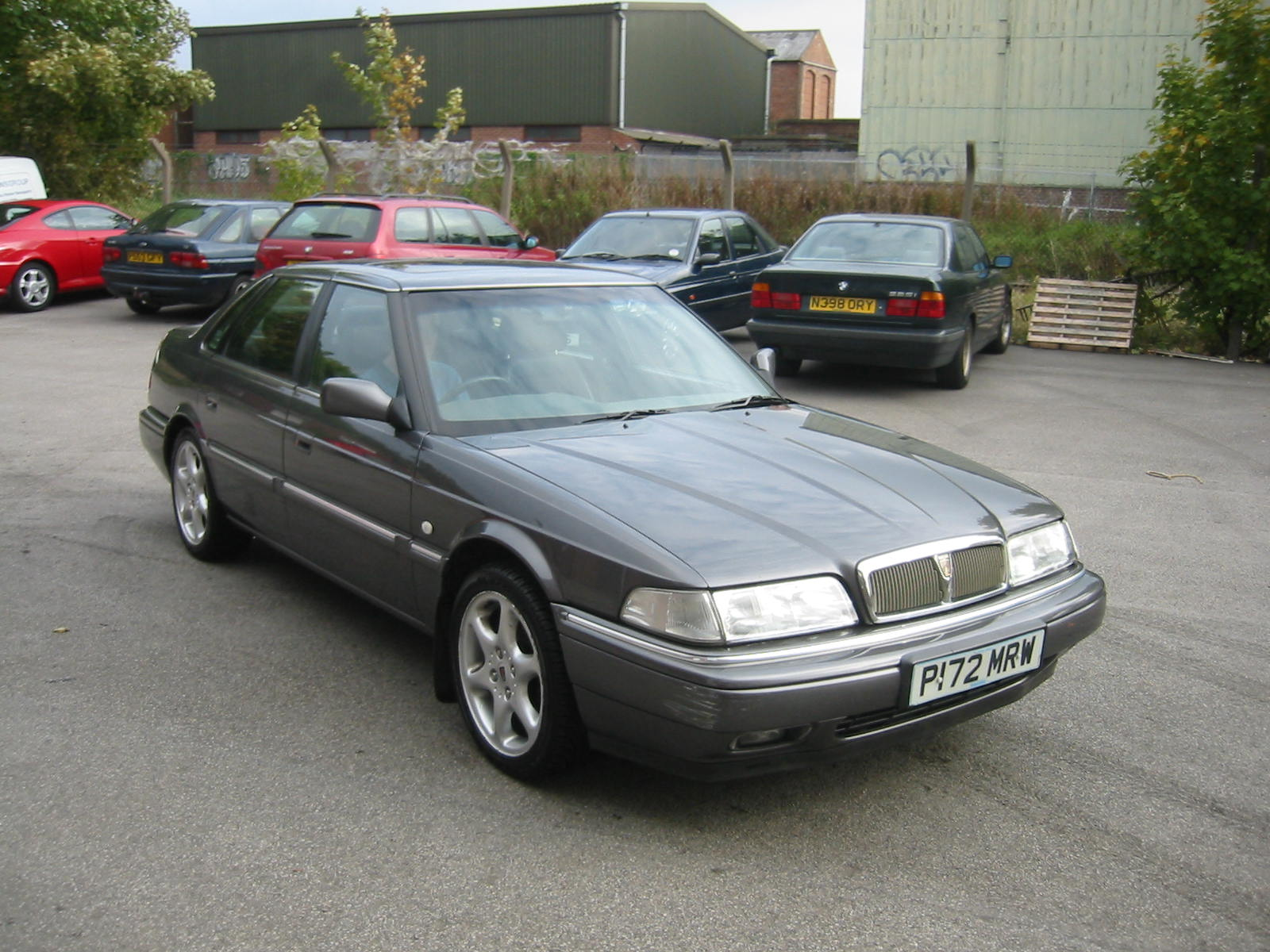
Rover 800 sedan (1996–1999)
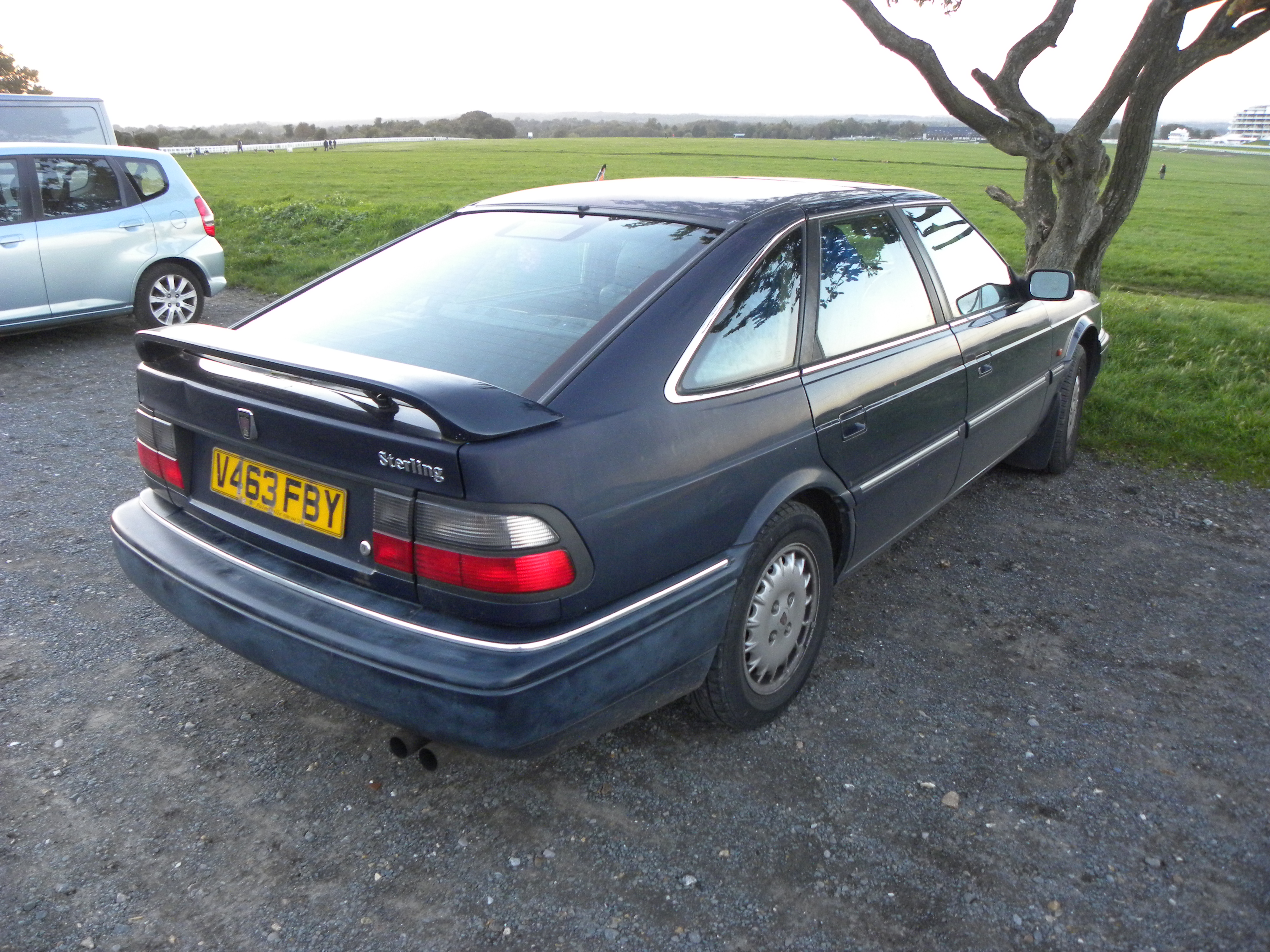
Rover 800 hatchback (1996–1999)
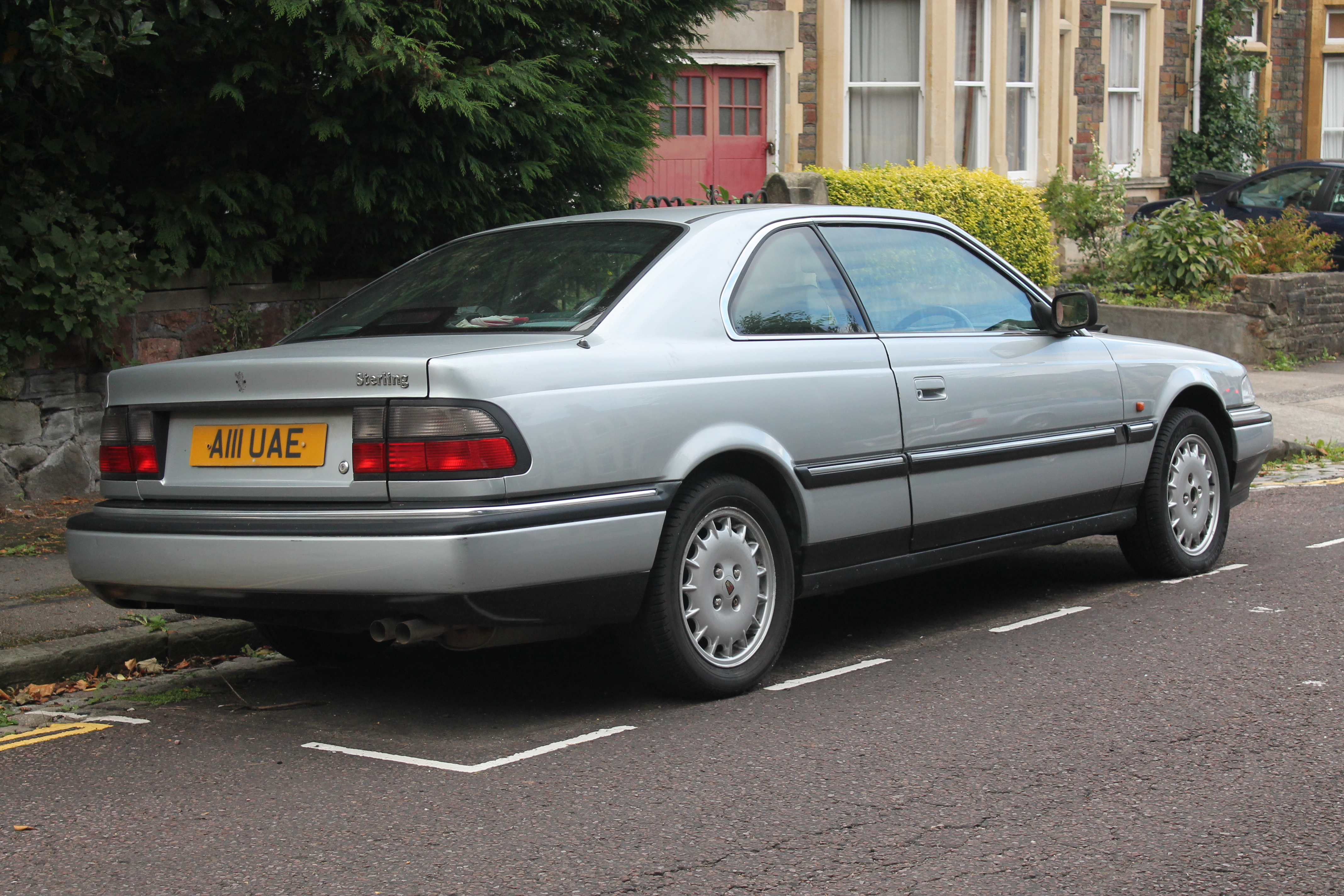
Rover 800 Coupé (1996–1999)

Tegelijkertijd maakte ook de Rover KV6-motor zijn debuut, met een cilinderinhoud van 2,5 liter en een vermogen van 175 pk. Deze nieuwe topmotor was 14 procent zuiniger dan de V6 van Honda en had meer koppel bij lagere snelheden. Aanvankelijk werden deze motoren met de hand gebouwd, wat geen garantie bleek voor de duurzaamheid. Deze problemen zouden pas opgelost raken met de start van de serieproductie voor de opvolger, de Rover 75.

## Coupé
In augustus 1992 verscheen de tweedeurs coupéversie van de Rover 800. Dit model werd ontwikkeld op basis van de eerste generatie Rover 800, maar maakte pas zijn debuut in de stijl van de tweede generatie. De coupé werd in beperkte oplage geproduceerd , waarbij 80 procent van de wagen met de hand geassembleerd werd. De coupé werd in diverse Europese landen verkocht als topmodel van de Rover 800 en kon geleverd worden met een 2,0-liter motor met of zonder turbo (met respectievelijk 197 pk of 136 pk) of met de 2,7-liter V6 motor van de Honda Legend met 175 pk.

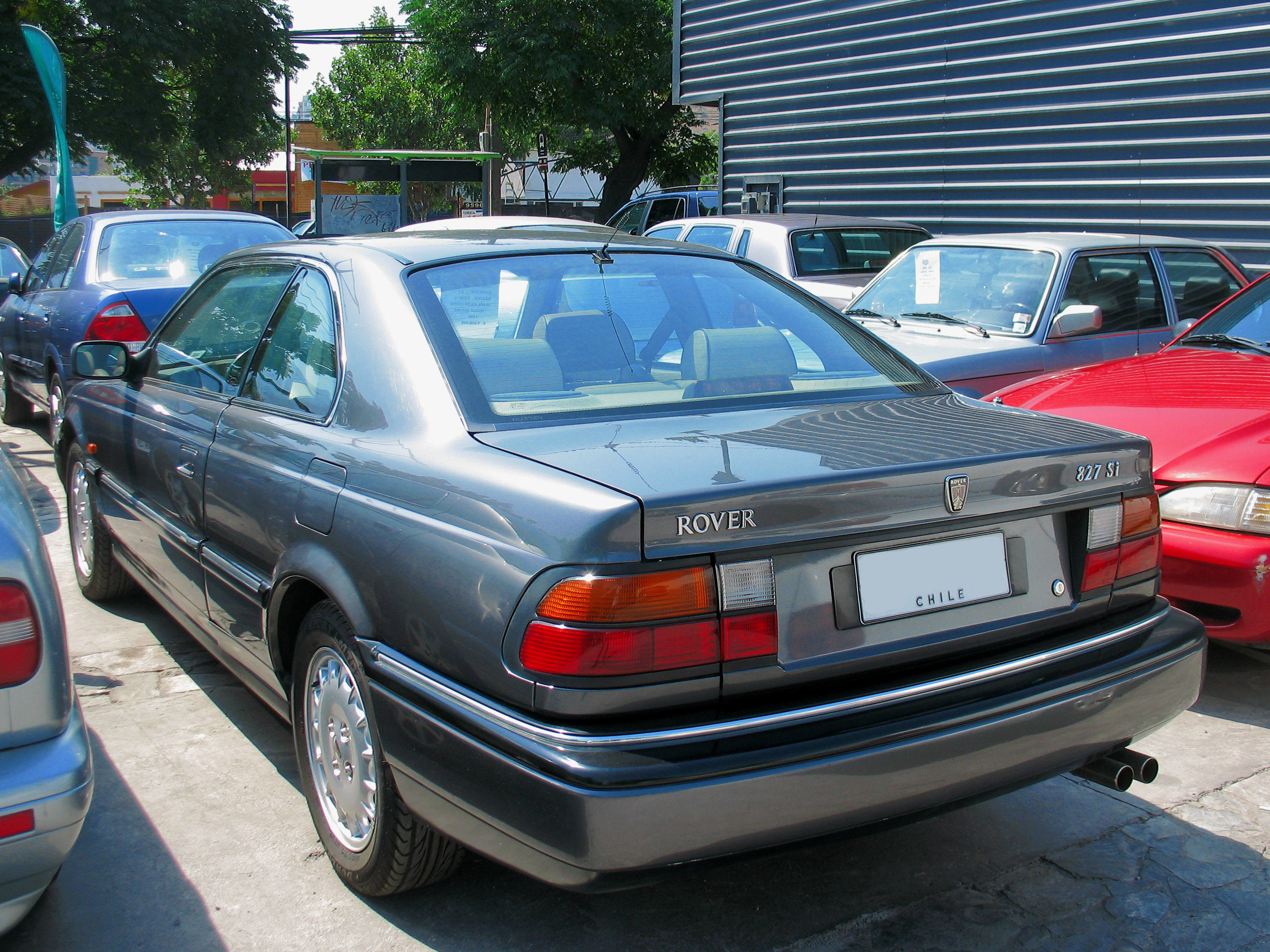
Rover 827 Si Coupé (1992–1996)
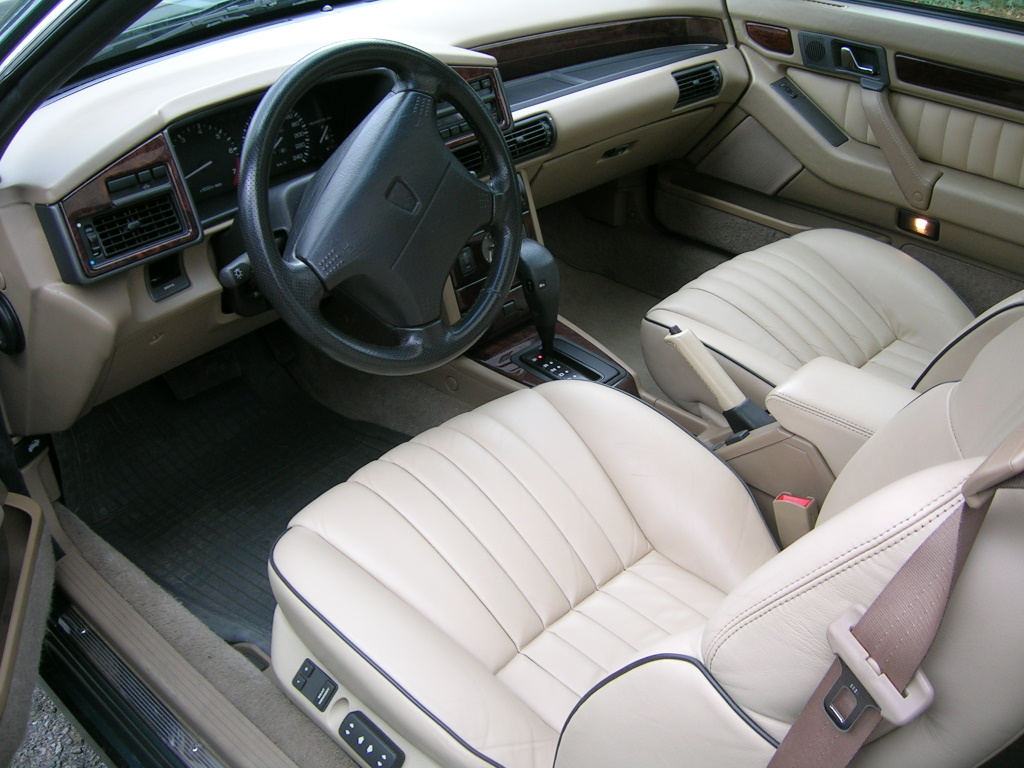
Interieur

## Motoren
In tegenstelling tot andere fabrikanten die nummers gebruiken voor hun modelnamen is er bij Rover nooit een consistente logica geweest voor de type-aanduidingen. Tijdens de samenwerking met Honda (1989-1995) gebruikte Rover aanvankelijk een type-aanduiding die bestond uit een algemeen modelnummer gevolgd door een indicatie van de cilinderinhoud. In het geval van de Rover 800 staat de 8 voor de 8-serie en geven de volgende cijfers de motor aan. Een Rover 820 had dus een cilinderinhoud van twee liter. Vanaf april 1996 was er geen aanduiding meer voor de cilinderinhoud en werden alle modellen uniform "Rover 800" genoemd.
| Type     | Motor     | Motor     | Motor                | Motor         | Opmerkingen                                   | Jaartal   |
| Type     | Inhoud    | Cilinders | Brandstofvoorziening | Vermogen      | Opmerkingen                                   | Jaartal   |
| -------- | --------- | --------- | -------------------- | ------------- | --------------------------------------------- | --------- |
| 820      | 1.994 cm³ | 4-in-lijn | carburateur          | 74 kW/100 pk  | 8 kleppen, Rover (O8)                         | 1986-1988 |
| 820 e    | 1.994 cm³ | 4-in-lijn | injectie             | 88 kW/120 pk  | 16 kleppen, monopoint injectie, Rover (M16e)  | 1986-1991 |
| 820 i/Si | 1.994 cm³ | 4-in-lijn | injectie             | 104 kW/140 pk | 16 kleppen, multipoint injectie, Rover (M16i) | 1986-1988 |
| 820 i/Si | 1.994 cm³ | 4-in-lijn | injectie             | 98 kW/133 pk  | 16 kleppen, multipoint injectie, Rover (M16i) | 1988-1991 |
| 820 i    | 1.994 cm³ | 4-in-lijn | injectie             | 100 kW/136 pk | 16 kleppen, multipoint injectie, Rover (M16i) | 1991-1999 |
| 820 Ti   | 1.994 cm³ | 4-in-lijn | injectie             | 145 kW/197 pk | 16 kleppen, turbo, Rover (T16)                | 1992-1999 |
| 825 i    | 2.494 cm³ | V6        | injectie             | 127 kW/173 pk | 24 kleppen, katalysator, Honda (C25A)         | 1987-1991 |
| 825 i    | 2.494 cm³ | V6        | injectie             | 129 kW/175 pk | 24 kleppen, Rover (KV6)                       | 1996-1999 |
| 827 i    | 2.675 cm³ | V6        | injectie             | 130 kW/177 pk | 24 kleppen, katalysator, Honda (C27A)         | 1988-1991 |
| 827 i    | 2.675 cm³ | V6        | injectie             | 124 kW/169 pk | 24 kleppen, Honda (C27A)                      | 1991-1996 |

| Type       | Motor     | Motor     | Motor                | Motor        | Opmerkingen                    | Jaartal   |
| Type       | Inhoud    | Cilinders | Brandstofvoorziening | Vermogen     | Opmerkingen                    | Jaartal   |
| ---------- | --------- | --------- | -------------------- | ------------ | ------------------------------ | --------- |
| 825 D/SD   | 2.499 cm³ | 4-in-lijn | turbo diesel         | 88 kW/118 pk | 8 kleppen, VM Motori (425 OHV) | 1990-1991 |
| 825 SD/SDi | 2.499 cm³ | 4-in-lijn | turbo diesel         | 89 kW/122 pk | 8 kleppen, VM Motori (425 OHV) | 1991-1999 |

## Conversies

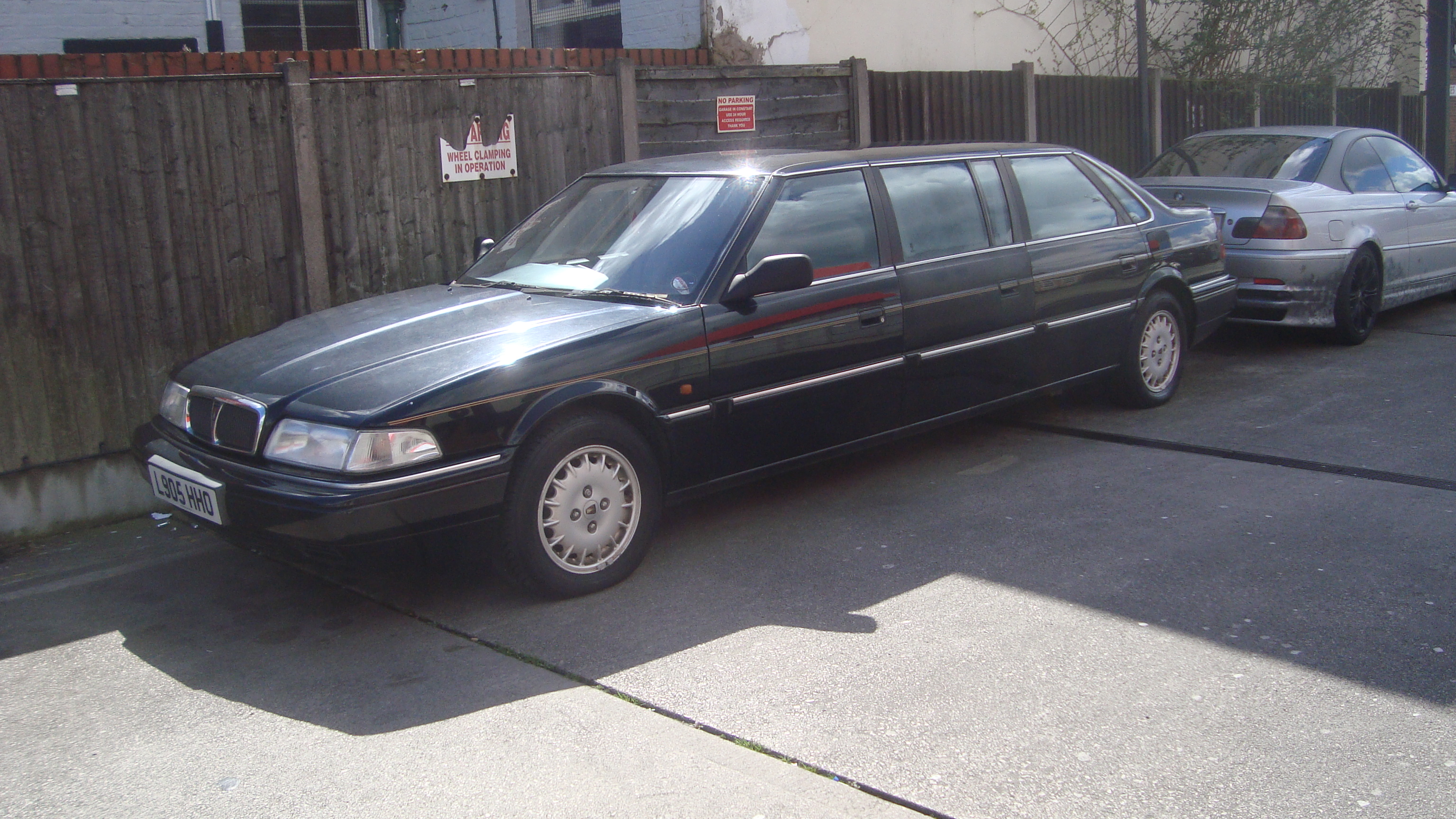
Rover Regency limousine

Een aantal carrosseriebouwers, waaronder Coleman Milne en Startin, bouwden lijkwagens op basis van de Rover 800 of breidden de auto's uit. Bij Startin en zijn opvolger MacNeillie & Son werden ongeveer 300 exemplaren van de Rover Regency limousine gemaakt, die in de eerste generatie met vier en in de tweede generatie met zes deuren verkrijgbaar waren.

## Motorsport
Op 6 juni 1990 vestigde Tony Pond een nieuw trackrecord voor auto's op de Isle of Man TT met een licht aangepaste Rover 827 Vitesse, met een gemiddelde van meer dan 160 km/u. Dit record zou standhouden tot juni 2011.